# لئوناردو گونسالوس
لئوناردو گونسالوِس (پرتغالی: Leonardo Gonçalves؛ زادهٔ ۱ مارس ۱۹۹۶) جودوکار اهل برزیل است.